# Norbert Növényi
Norbert Növényi (n. 15 mai 1957, Budapesta, Republica Populară Ungară) este un luptător ce a reprezentat Ungaria, medaliat olimpic. A participat la 2 ediții ale Jocurilor Olimpice (1980, 1992) în care a câștigat o medalie de aur.